# Nepalesische Kommunistische Partei
Die Nepalesische Kommunistische Partei (Nepali नेपाल कम्युनिष्ट पार्टी; englisch Nepal Communist Party, NCP) wurde am 17. Mai 2018 durch eine Vereinigung der beiden stärksten kommunistischen Parteien Nepals, der Kommunistischen Partei Nepals (Vereinigte Marxisten-Leninisten) und der Kommunistischen Partei Nepals (Maoistisches Zentrum), gegründet. Die Partei stellt die meisten Abgeordneten in den beiden Häusern des Parlaments, dem Repräsentantenhaus und der Nationalversammlung, sowie in sechs der sieben Provinzversammlungen. Der seit Anfang 2018 amtierende Ministerpräsident Nepals Khadga Prasad Oli ist neben Pushpa Kamal Dahal einer der beiden Co-Vorsitzenden der Partei.

## Geschichte

### Vorbereitungen
Am 3. Oktober 2017 kündigten die beiden großen kommunistischen Parteien Nepals, die Kommunistische Partei Nepals (Vereinte Marxisten-Leninisten) (CPN-UML) und die Kommunistische Partei Nepals (Maoistisches Zentrum), sowie die Naya Shakti Partei ein Wahlbündnis für die bevorstehenden Parlaments- und Provinzwahlen an. Die drei Parteien kündigten auch Pläne für die Vereinigung nach der Wahl mit der Bildung eines Koordinierungsausschusses für die Vereinigung an. Am 14. Oktober 2017 löste sich die Naya Shakti Partei aus dem Bündnis und führte als Grund dafür Differenzen wegen der Kandidatenverteilung mit den beiden anderen Parteien an. Nach den Wahlen wurde beschlossen, dass die CPN-UML die Provinzchefs in den Provinzen Nr. 1, Nr. 3, Nr. 4 und der Provinz Nr. 5 stellt und die CPN-MC diesen Posten in den Provinzen Nr. 6 und 7 erhält. Nach der Konstituierung des nepalesischen Parlaments wurde Khadga Prasad Oli am 15. Februar 2018 als Fraktionsvorsitzender der CPN-UML zum Premierminister vereidigt. Die Fusion der beiden Parteien wurde ursprünglich für den 22. April 2018 angekündigt, zeitgleich mit der Gründung der ursprünglichen Kommunistischen Partei Nepals 1949, aber die Vereinigung wurde verschoben, da die Zeit zur Lösung der noch offenen Fragen nicht ausreichte.

### Vereinigung
Die CPN-UML und die CPN-MC lösten ihre Zentralkomitees am 17. Mai 2018 auf, und die neue Partei wurde am selben Tag gegründet. Khadga Prasad Oli und Pushpa Kamal Dahal fungierten bis zur Abhaltung eines Generalkongresses als gemeinsame Vorsitzende der Partei. Die neue Partei gab sich den Namen Nepalesische Kommunistische Partei (NCP), nachdem sich die Wahlkommission Nepals geweigert hatte, die neue Partei unter dem Namen Kommunistische Partei Nepals zu registrieren, da bereits eine andere Partei mit diesem Namen registriert war.

## Trivia
Die Partei hat das gleiche (von der KPCh abgeänderte) Hammer-und-Sichel-Symbol wie die Kommunistische Partei Chinas. Die Sichel hat dabei einen abgerundeten Griff.